# Holden (Mondkrater)
Holden ist ein Einschlagkrater im Osten der Mondvorderseite, am östlichen Rand des Mare Fecunditatis, unmittelbar südlich des Kraters Vendelinus.
Der Krater ist mäßig erodiert mit Terrassierung des inneren Walles, der Boden ist weitgehend eben.
| Buchstabe | Position           | Durchmesser | Link |
| --------- | ------------------ | ----------- | ---- |
| R         | 20,82° S, 61° O    | 18 km       |      |
| S         | 20,41° S, 61,54° O | 14 km       |      |
| T         | 19,01° S, 64,13° O | 9 km        |      |
| V         | 18,56° S, 62,01° O | 12 km       |      |
| W         | 18,92° S, 60,01° O | 12 km       |      |

Der Krater wurde 1935 von der IAU nach dem US-amerikanischen Astronomen Edward Singleton Holden offiziell benannt.